# Protège-tibia
 (mars 2025).
Si vous disposez d'ouvrages ou d'articles de référence ou si vous connaissez des sites web de qualité traitant du thème abordé ici, merci de compléter l'article en donnant les références utiles à sa vérifiabilité et en les liant à la section « Notes et références ».

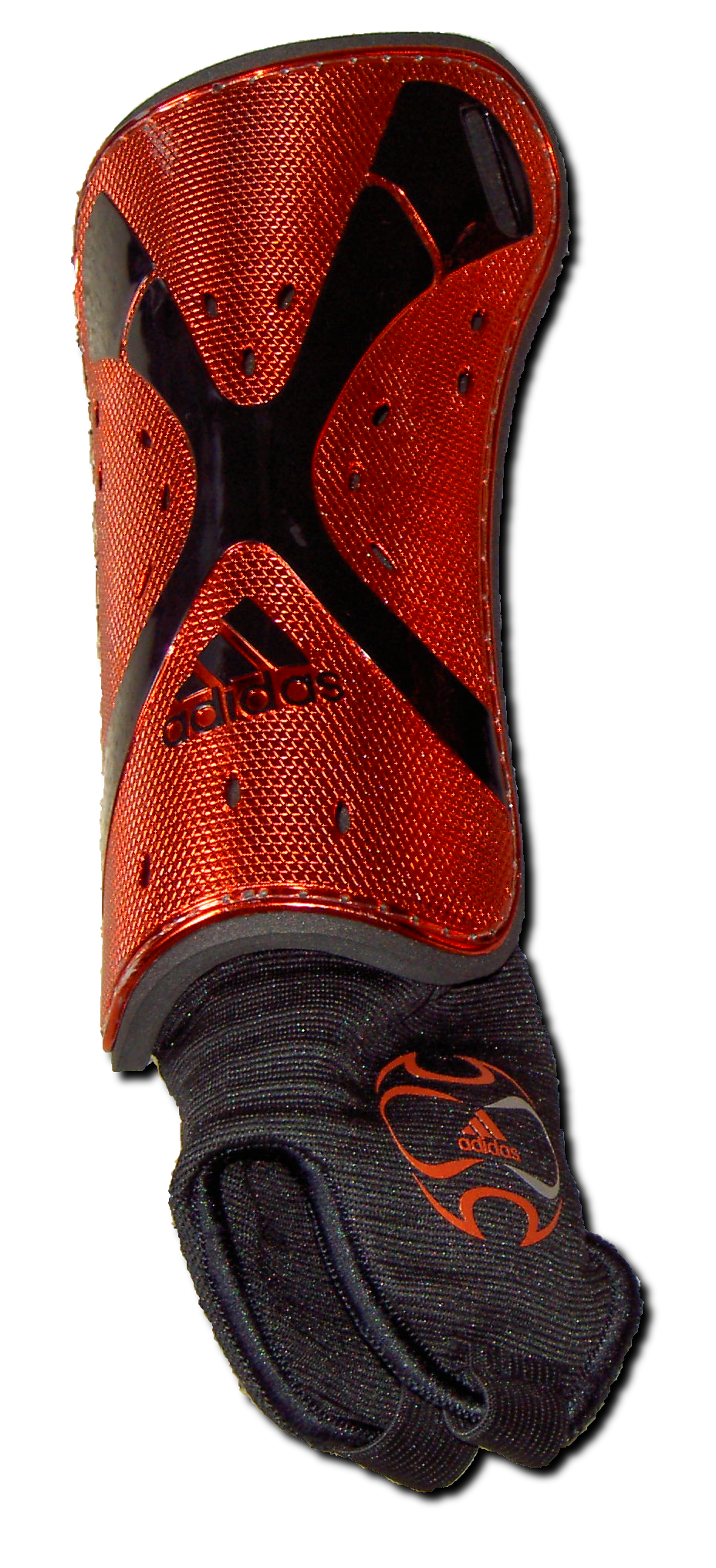
Protège-tibia pour jouer au football (européen)

Un protège-tibia est une plaque de protection portée par de nombreux sportifs, comme les footballeurs ou les joueurs de rugby à XV, afin de protéger leurs tibias de chocs directs. En principe obligatoire[pas clair].